# 노나코실산
노나코실산(영어: nonacosylic acid) 또는 노나코산산(영어: nonacosanoic acid)은 화학식이 CH3(CH2)27COOH 인 29개의 탄소로 구성된 긴 사슬의 포화 지방산이다.